# România la Jocurile Olimpice de vară din 1992
România a participat la Jocurile Olimpice de vară din 1992 care au avut loc la Barcelona, Spania, în perioada 25 iulie - 9 august 1992. Au fost primele Jocuri Olimpice de vară ale României de după căderea comunismului în 1989. Atletul Costel Grasu a fost portdrapelul României la ceremonia de deschidere.

## Medalii

### Aur
- Lavinia Miloșovici — gimnastică, sărituri
- Lavinia Miloșovici — gimnastică, sol
- Elisabeta Lipă — canotaj, simplu vâsle
- Dimitrie Popescu, Dumitru Răducanu, Iulică Ruican, Nicolae Țaga și Viorel Talapan — canotaj, 4+1 rame

### Argint
- Galina Astafei — atletism, înălțime
- Cristina Bontaș, Gina Gogean, Vanda Maria Hădărean, Lavinia Miloșovici, Maria Neculiță și Mirela Ana Pașca — gimnastică, echipe
- Veronica Cochelea și Elisabeta Lipă — canotaj, dublu vâsle
- Constanța Burcică, Veronica Cochelea, Anișoara Dobre-Bălan și Doina Ignat — canotaj, patru vâsle
- Adriana Bazon-Chelariu, Iulia Bobeică, Elena Georgescu, Victoria Lepădatu, Viorica Neculai, Ioana Olteanu, Maria Pădurariu, Doina Robu și Doina Șnep — canotaj, 8+1
- Dănuț Dobre, Claudiu Marin, Vasile Măstăcan, Vasile Năstase, Valentin Robu, Iulică Ruican, Viorel Talapan, Ioan Iulian Vizitiu și Marin Gheorghe — canotaj, 8+1

### Bronz
- Cristina Bontaș — gimnastică, sol
- Lavinia Miloșovici — gimnastică, individual compus
- Leonard Doroftei — box (63,5 kg)
- Laura Badea, Roxana Dumitrescu, Claudia Grigorescu, Reka Szabo și Elisabeta Tufan-Guzganu — scrimă, floretă echipe
- Dimitrie Popescu, Dumitru Răducanu și Nicolae Țaga — canotaj, 2+1 vâsle
- Sorin Babii — tir, pistol aer comprimat
- Traian Ioachim Cihărean — haltere (52 kg)
- Ioan Grigoraș — lupte greco-romane (130 kg)

## Atletism
Probe pe șosea și pistă
| Atlet             | Probă         | Serie   | Serie | Sferturi     | Sferturi     | Semifinală   | Semifinală   | Finală        | Finală        |
| Atlet             | Probă         | Timp    | Loc   | Timp         | Loc          | Timp         | Loc          | Timp          | Loc           |
| ----------------- | ------------- | ------- | ----- | ------------ | ------------ | ------------ | ------------ | ------------- | ------------- |
| Daniel Cojocaru   | 100 m         | 10,57   | 2     | 10,57        | 6            | nu a avansat | nu a avansat | nu a avansat  | nu a avansat  |
| Daniel Cojocaru   | 200 m         | 21,20   | 1     | 20,96        | 6            | nu a avansat | nu a avansat | nu a avansat  | nu a avansat  |
| George Boroi      | 110 m garduri | 13,82   | 3     | 14,07        | 8            | nu a avansat | nu a avansat | nu a avansat  | nu a avansat  |
| Mircea Oaidă      | 110 m garduri | 14,04   | 6     | nu a avansat | nu a avansat | nu a avansat | nu a avansat | nu a avansat  | nu a avansat  |
| Iolanda Oanță     | 200 m         | 23,83   | 5     | 23,75        | 6            | nu a avansat | nu a avansat | nu a avansat  | nu a avansat  |
| Ella Kovacs       | 800 m         | 1:59,88 | 1     | N/A          | N/A          | 2:00,89      | 4            | 1:57,95       | 6             |
| Liliana Sălăgeanu | 800 m         | 2:02,65 | 5     | N/A          | N/A          | nu a avansat | nu a avansat | nu a avansat  | nu a avansat  |
| Elena Fidatov     | 1500 m        | 4:10,00 | 4     | N/A          | N/A          | 4:04,55      | 5            | 4:06,44       | 11            |
| Doina Melinte     | 1500 m        | 4:08,58 | 2     | N/A          | N/A          | 4:04,42      | 7            | nu a terminat | nu a terminat |
| Violeta Beclea    | 1500 m        | 4:07,60 | 4     | N/A          | N/A          | 4:05,46      | 7            | nu a avansat  | nu a avansat  |
| Margareta Keszeg  | 3000 m        | 8:47,24 | 2     | N/A          | N/A          | N/A          | N/A          | 9:03,16       | 11            |
| Elena Murgoci     | maraton       | N/A     | N/A   | N/A          | N/A          | N/A          | N/A          | 3:01:46       | 32            |
| Liliana Năstase   | 100 m garduri | 13,23   | 2     | 13,33        | 8            | nu a avansat | nu a avansat | nu a avansat  | nu a avansat  |
| Nicoleta Căruțașu | 400 m garduri | 57,18   | 5     | N/A          | N/A          | nu a avansat | nu a avansat | nu a avansat  | nu a avansat  |

Probe pe teren
| Atlet              | Probă    | Calificare | Calificare | Finală       | Finală       |
| Atlet              | Probă    | Distanță   | Loc        | Distanță     | Loc          |
| ------------------ | -------- | ---------- | ---------- | ------------ | ------------ |
| Sorin Matei        | înălțime | 2,26       | =8         | 2,24         | 13           |
| Bogdan Tudor       | lungime  | 8,07       | 8          | 7,61         | 12           |
| Gheorghe Gușet     | greutate | 18,96      | 17         | nu a avansat | nu a avansat |
| Costel Grasu       | disc     | 63,03      | 3          | 62,86        | 4            |
| Galina Astafei     | înălțime | 1,92       | =4         | 2,00         | 2            |
| Oana Mușunoi       | înălțime | 1,86       | 29         | nu a avansat | nu a avansat |
| Mirela Dulgheru    | lungime  | 6,83       | 3          | 6,71         | 4            |
| Marieta Ilcu       | lungime  | 6,46       | 15         | nu a avansat | nu a avansat |
| Nicoleta Grădinaru | disc     | 60,62      | 13         | nu a avansat | nu a avansat |
| Manuela Tîrneci    | disc     | 59,44      | 16         | nu a avansat | nu a avansat |
| Cristina Boiț      | disc     | 56,68      | 23         | nu a avansat | nu a avansat |

Probe combinate
| Atletă          | Probă    | 100 m g | SI   | AG    | 200 m | SL   | AS    | 800 m   | Total | Loc |
| --------------- | -------- | ------- | ---- | ----- | ----- | ---- | ----- | ------- | ----- | --- |
| Liliana Năstase | Rezultat | 12,86   | 1,82 | 14,34 | 23,70 | 6,49 | 41,30 | 2:11,22 | 6619  | 4   |
| Liliana Năstase | Puncte   | 1146    | 1003 | 817   | 1010  | 1004 | 692   | 947     | 6619  | 4   |
| Petra Văideanu  | Rezultat | 14,04   | 1,73 | 14,96 | 25,28 | 6,11 | 49,00 | 2:18,40 | 6152  | 13  |
| Petra Văideanu  | Puncte   | 973     | 891  | 858   | 861   | 883  | 841   | 845     | 6152  | 13  |

## Badminton
| Sportiv        | Probă      | Primul meci             | Al 2-lea meci     | Al 3-lea meci     | Sferturi          | Semifinale        | Finală            | Loc |
| Sportiv        | Probă      | Adversar Rezultat       | Adversar Rezultat | Adversar Rezultat | Adversar Rezultat | Adversar Rezultat | Adversar Rezultat | Loc |
| -------------- | ---------- | ----------------------- | ----------------- | ----------------- | ----------------- | ----------------- | ----------------- | --- |
| Florin Balaban | individual | Kaul (CAN) P 7-15, 4-15 | Nu a avansat      | Nu a avansat      | Nu a avansat      | Nu a avansat      | Nu a avansat      | =33 |

## Box

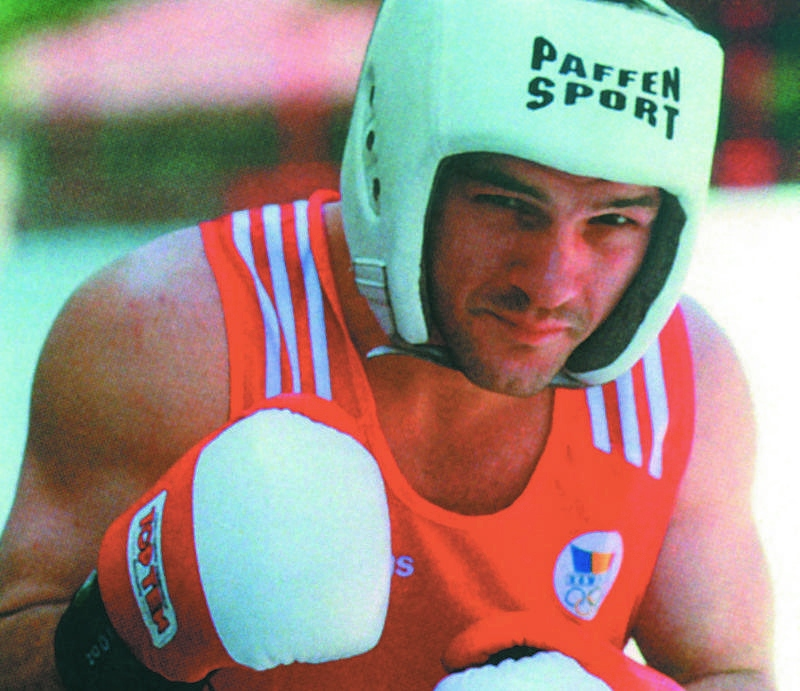
Leonard Doroftei

| Sportiv           | Probă      | Primul meci          | Al 2-lea meci            | Sferturi                | Semifinale         | Finală            | Finală |
| Sportiv           | Probă      | Adversar Rezultat    | Adversar Rezultat        | Adversar Rezultat       | Adversar Rezultat  | Adversar Rezultat | Loc    |
| ----------------- | ---------- | -------------------- | ------------------------ | ----------------------- | ------------------ | ----------------- | ------ |
| Valentin Barbu    | semimuscă  | Haioun (ALG) C 11–2  | Sasaki (JPN) C 10–7      | Quast (GER) P 7–15      | Nu a avansat       | Nu a avansat      | =5     |
| Daniel Dumitrescu | cocoș      | Nicolson (AUS) C AOL | Rakotomanga (MAD) C 18–8 | Paliani (EUN) P 5–11    | Nu a avansat       | Nu a avansat      | =5     |
| Vasile Nistor     | pană       | Rudolph (GER) P 5–10 | Nu a avansat             | Nu a avansat            | Nu a avansat       | Nu a avansat      | =17    |
| Leonard Doroftei  | semiușoară | Ruiz (MEX) C 24–4    | Chavez (PHI) C 15–1      | Richardson (GBR) C 20–7 | Leduc (CAN) P 6–13 | Nu a avansat      | 3      |
| Francisc Vaștag   | ușoară     | Sabitu (NGR) C 9–0   | Dodson (GBR) C 6–5       | Acevedo (PUR) P 9–20    | Nu a avansat       | Nu a avansat      | =5     |

## Caiac canoe
| Sportiv                                                  | Probă      | Serie   | Serie | Recalificări | Recalificări | Semifinale | Semifinale | Finală        | Finală        |
| Sportiv                                                  | Probă      | Timp    | Loc   | Timp         | Loc          | Timp       | Loc        | Timp          | Loc           |
| -------------------------------------------------------- | ---------- | ------- | ----- | ------------ | ------------ | ---------- | ---------- | ------------- | ------------- |
| Marin Popescu                                            | K-1 500 m  | 1:41,69 | 2     | N/A          | N/A          | 1:41,83    | 2          | 1:42,24       | 8             |
| Marin Popescu                                            | K-1 1000 m | 3:36,49 | 2     | N/A          | N/A          | 3:37,30    | 3          | 3:38,37       | 4             |
| Romică Șerban Geza Magyar                                | K-2 500 m  | 1:32.60 | 2     | N/A          | N/A          | 1:30.83    | 5          | nu au avansat | nu au avansat |
| Florintin Tataru Alexandru Popa                          | K-2 1000 m | 3:19,52 | 1     | N/A          | N/A          | 3:22,45    | 7          | nu au avansat | nu au avansat |
| Geza Magyar Sorin Petcu Romică Șerban Daniel Stoian      | K-4 1000 m | 2:54,34 | 2     | N/A          | N/A          | 2:56,80    | 1          | 3:00,11       | 5             |
| Victor Partnoi                                           | C-1 500 m  | 1:56,40 | 3     | N/A          | N/A          | 1:56,00    | 4          | 1:57,34       | 8             |
| Victor Partnoi                                           | C-1 1000 m | 4:04,64 | 4     | N/A          | N/A          | 4:06,58    | 5          | 4:14,27       | 7             |
| Gheorghe Andriev Nicolae Juravschi                       | C-2 500 m  | 1:43,89 | 1     | N/A          | N/A          | N/A        | N/A        | 1:42,84       | 4             |
| Gheorghe Andriev Nicolae Juravschi                       | C-2 1000 m | 3:34,92 | 1     | N/A          | N/A          | N/A        | N/A        | 3:39,88       | 4             |
| Sanda Toma                                               | K-1 500 m  | 1:55,24 | 2     | N/A          | N/A          | 1:52,82    | 5          | 1:54,84       | 8             |
| Sanda Toma Carmen Simion                                 | K-2 500 m  | 1:44,26 | 3     | N/A          | N/A          | 1:42,35    | 3          | 1:42,12       | 4             |
| Viorica Iordache Claudia Nicula Carmen Simion Sanda Toma | K-4 500 m  | 1:36,82 | 3     | N/A          | N/A          | 1:38,21    | 2          | 1:41,02       | 4             |

## Canotaj

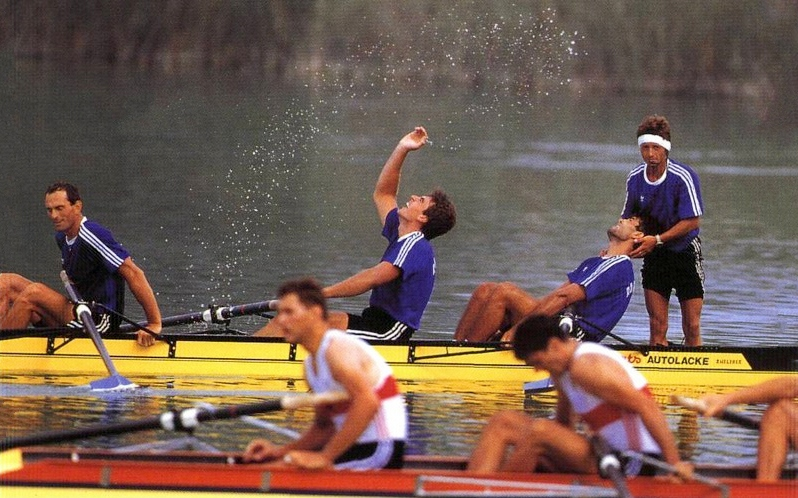
(Nicolae Țaga), Dimitrie Popescu, Iulică Ruican, Viorel Talapan și Dumitru Răducanu

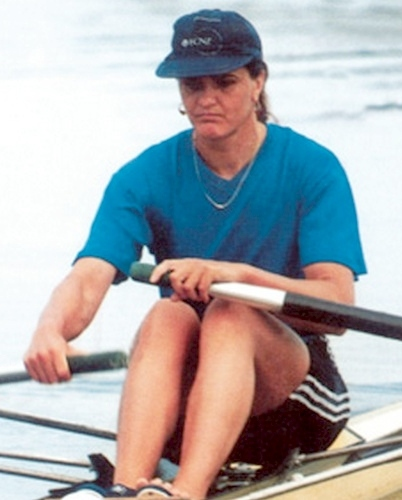
Elisabeta Lipă

Masculin
| Sportivi | Probă                   | Serie   | Serie | Recalificări | Recalificări | Semifinale    | Semifinale    | Finală B      | Finală B      | Finală A      | Finală A      | Loc |
| Sportivi | Probă                   | Timp    | Loc   | Timp         | Loc          | Timp          | Loc           | Timp          | Loc           | Timp          | Loc           | Loc |
| --- | ----------------------- | ------- | ----- | ------------ | ------------ | ------------- | ------------- | ------------- | ------------- | ------------- | ------------- | --- |
| Vasile Tomoiagă Dragoș Neagu | Dublu rame              | 6:47,43 | 3     | 7:28,57      | 4            | nu au avansat | nu au avansat | nu au avansat | nu au avansat | nu au avansat | nu au avansat | 19  |
| Dimitrie Popescu Nicolae Țaga Dumitru Răducanu (cârmaci)                                                                                  | Dublu rame cu cârmaci   | 6:54,87 | 2     | 7:05,04      | 1            | 6:56,90       | 2             | N/A           | N/A           | 6:51,58       | 3             | 3   |
| Vasile Hanuseac Nicolae Spîrcu Florin Ene Ioan Șnep                                                                                       | Patru rame fără cârmaci | 6:24,63 | 5     | 6:16,13      | 4            | nu au avansat | nu au avansat | nu au avansat | nu au avansat | nu au avansat | nu au avansat | 13  |
| Viorel Talapan Iulică Ruican Dimitrie Popescu Nicolae Țaga Dumitru Răducanu (cârmaci)                                                     | Patru rame cu cârmaci   | 6:17,22 | 1     | N/A          | N/A          | N/A           | N/A           | N/A           | N/A           | 5:59,37       | 1             | 1   |
| Ioan Vizitiu Dănuț Dobre Claudiu Marin Iulică Ruican Viorel Talapan Vasile Năstase Valentin Robu Vasile Măstăcan Marin Gheorghe (cârmaci) | Opt rame cu cârmaci     | 5:30,21 | 1     | N/A          | N/A          | 5:33,01       | 1             | N/A           | N/A           | 5:29,67       | 2             | 2   |

Feminin
| Sportive | Probă                   | Serie   | Serie | Recalificări | Recalificări | Semifinale | Semifinale | Finală B | Finală B | Finală A | Finală A | Loc |
| Sportive | Probă                   | Timp    | Loc   | Timp         | Loc          | Timp       | Loc        | Timp     | Loc      | Timp     | Loc      | Loc |
| --- | ----------------------- | ------- | ----- | ------------ | ------------ | ---------- | ---------- | -------- | -------- | -------- | -------- | --- |
| Elisabeta Lipă | Simplu vâsle            | 7:42,94 | 1     | N/A          | N/A          | 7:31,71    | 1          | N/A      | N/A      | 7:25,54  | 1        | 1   |
| Elisabeta Lipă Veronica Cochela | Dublu vâsle             | 7:16,41 | 1     | N/A          | N/A          | 7:03,92    | 2          | N/A      | N/A      | 6:51,47  | 2        | 2   |
| Constanța Pipotă Doina Ignat Veronica Cochela Anișoara Dobre                                                                                | Patru vâsle             | 6:29,58 | 2     | 6:37,11      | 1            | N/A        | N/A        | N/A      | N/A      | 6:24,34  | 2        | 2   |
| Doina Șnep Doina Robu | Dublu rame fără cârmaci | 8:10,03 | 3     | N/A          | N/A          | 7:24,94    | 4          | 7:22,07  | 1        | N/A      | N/A      | 7   |
| Victoria Lepădatu Iulia Bobeică Adriana Bazon Maria Pădurariu                                                                               | Patru rame fără cârmaci | 6:48,60 | 3     | 6:46,94      | 2            | N/A        | N/A        | N/A      | N/A      | 6:37,24  | 5        | 5   |
| Doina Șnep Doina Robu Ioana Olteanu Victoria Lepădatu Iulia Bobeică Veronica Necula Adriana Bazon Maria Pădurariu Elena Georgescu (cârmaci) | Opt rame cu cârmaci     | 6:16,74 | 3     | 6:10,98      | 1            | N/A        | N/A        | N/A      | N/A      | 6:06,26  | 2        | 2   |

## Gimnastică
Masculin
| Sportiv          | Sol    | Sol | Sărituri | Sărituri | Paralele | Paralele | Bară   | Bară | Inele  | Inele | Cal cu mânere | Cal cu mânere | Compus  | Compus |
| Sportiv          | Puncte | Loc | Puncte   | Loc      | Puncte   | Loc      | Puncte | Loc  | Puncte | Loc   | Puncte        | Loc           | Puncte  | Loc    |
| ---------------- | ------ | --- | -------- | -------- | -------- | -------- | ------ | ---- | ------ | ----- | ------------- | ------------- | ------- | ------ |
| Marius Gherman   | 19,275 | =18 | 19,175   | =11      | 19,125   | =24      | 19,375 | =11  | 19,100 | =38   | 19,250        | =16           | 57,700  | 7      |
| Adrian Gal       | 19,100 | =36 | 18,875   | =49      | 18,975   | =38      | 18,725 | 65   | 18,800 | =64   | 18,850        | =46           | 57,050  | =20    |
| Marian Rizan     | 19,275 | =18 | 18,950   | =37      | 19,125   | =24      | 19,150 | =35  | 19,000 | =47   | 19,225        | 19            | 56,475  | 30     |
| Nicolae Bejenaru | 19,150 | =29 | 18,975   | 36       | 18,925   | =43      | 18,475 | 76   | 19,050 | =40   | 18,575        | =67           | 113,150 | 51     |
| Nicu Stroia      | 18,750 | =65 | 18,475   | =85      | 18,725   | =61      | 19,250 | =17  | 18,800 | =64   | 18,925        | =38           | 112,925 | =57    |
| Adrian Sandu     | 19,075 | 39  | 18,275   | 90       | 18,650   | =67      | 19,025 | =46  | 18,825 | =62   | 19,000        | =33           | 112,850 | 59     |
| România          |        |     |          |          |          |          |        |      |        |       |               |               | 571,150 | 7      |

Feminin
| Sportivă           | Sol    | Sol | Sărituri | Sărituri | Paralele inegale | Paralele inegale | Bârnă  | Bârnă | Compus  | Compus |
| Sportivă           | Puncte | Loc | Puncte   | Loc      | Puncte           | Loc              | Puncte | Loc   | Puncte  | Loc    |
| ------------------ | ------ | --- | -------- | -------- | ---------------- | ---------------- | ------ | ----- | ------- | ------ |
| Lavinia Miloșovici | 10,000 | 1   | 9,925    | =        | 9,912            | =4               | 9,262  | 8     | 39,687  | 3      |
| Cristina Bontaș    | 9,912  | =   | 19,749   | 16       | 19,800           | =8*              | 9,875  | 4     | 39,674  | 4      |
| Gina Gogean        | 19,787 | =8* | 9,893    | 5        | 19,737           | =17              | 19,550 | 19    | 39,624  | 6      |
| Vanda Hădărean     | 19,700 | =17 | 19,737   | =17      | 19,750           | =14              | 19,574 | =16   | 78,761  | 11**   |
| Maria Neculiță     | 19,700 | =17 | 19,750   | =14      | 19,599           | =37              | 19,574 | =16   | 78,623  | 17**   |
| Mirela Pașca       | 19,662 | =19 | 19,737   | =17      | 9,912            | =4               | 19,349 | 34    | 39,036  | 19**   |
| România            |        |     |          |          |                  |                  |        |       | 395,079 | 2      |

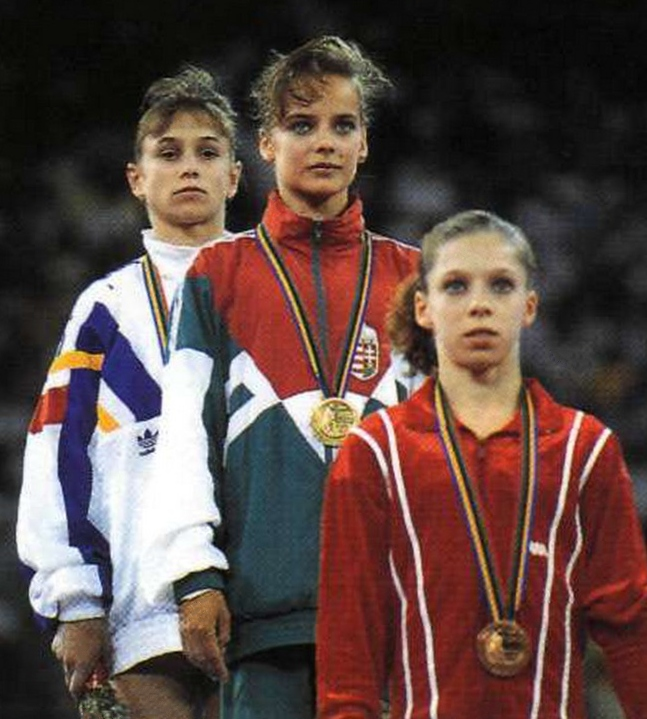
Lavinia Miloșovici (la stânga)

* S-a calificat în finală dar nu a putut să concureze acolo deoarece au fost admise doar două gimnaste dintr-o singură țară.
** S-a calificat în finală dar nu a putut să concureze acolo deoarece au fost admise doar trei gimnaste dintr-o singură țară.
Gimnastică ritmică
| Sportivă      | Probă  | Calificări | Calificări | Finală       | Finală       |
| Sportivă      | Probă  | Puncte     | Loc        | Puncte       | Loc          |
| ------------- | ------ | ---------- | ---------- | ------------ | ------------ |
| Irina Deleanu | Compus | 37,825     | =5         | 56,612       | 6            |
| Ancuța Goia   | Compus | 36,500     | 16         | nu a avansat | nu a avansat |

## Haltere
| Sportiv         | Probă    | Smuls    | Smuls | Aruncat  | Aruncat | Total | Loc |
| Sportiv         | Probă    | Rezultat | Loc   | Rezultat | Loc     | Total | Loc |
| --------------- | -------- | -------- | ----- | -------- | ------- | ----- | --- |
| Traian Cihărean | −52 kg   | 112,5    | =4    | 140,0    | =3      | 252,5 | 3   |
| Aurel Sîrbu     | −56 kg   | 107,5    | =14   | 140,0    | =6      | 247,5 | 11  |
| Paul Toroczcoi  | −60 kg   | 120,0    | =11   | 155,0    | =9      | 275,0 | 10  |
| Attila Feri     | −67,5 kg | 130,0    | =10   | 160,0    | =10     | 290,0 | 12  |
| Nicolae Nițu    | −75 kg   | 135,0    | =25   | 185,0    | =8      | 320,0 | 19  |
| Nicu Vlad       | −110 kg  | 190,0    | =3    | 215,0    | 8       | 405,0 | 4   |

## Handbal
Echipa
| - Adi Popovici - Alexandru Dedu - Alexandru Buligan - Costica Neagu - Dumitru Berbece - Sorin Toacsen - Gheorghe Răduță - Rudi Prisăcaru - Ion Mocanu - Marian Dumitru - Maricel Voinea - Mitică Bontaș - Robert Licu - Cristian Zaharia - Ionel Radu |

| Echipă  | Probă            | Faza grupelor   | Faza grupelor      | Faza grupelor    | Faza grupelor    | Faza grupelor            | Faza grupelor | Meciul pentru locul 7 | Meciul pentru locul 7 |
| Echipă  | Probă            | Adversar Scor   | Adversar Scor      | Adversar Scor    | Adversar Scor    | Adversar Scor            | Loc           | Adversar Scor         | Loc                   |
| ------- | ---------------- | --------------- | ------------------ | ---------------- | ---------------- | ------------------------ | ------------- | --------------------- | --------------------- |
| România | Turneul masculin | Egipt · C 22-21 | Germania · E 20-20 | Spania · P 20-21 | Franța · P 20-26 | Echipa Unificată P 25-27 | 4             | Ungaria · P 19-23     | 8                     |

## Judo
| Sportiv         | Probă  | Primul meci       | Al 2-lea meci     | Al 3-lea meci     | Sferturi de finală | Semifinale        | Recalificări      | Recalificări      | Recalificări      | Recalificări      | Finală / MB       | Loc |
| Sportiv         | Probă  | Adversar Rezultat | Adversar Rezultat | Adversar Rezultat | Adversar Rezultat  | Adversar Rezultat | Adversar Rezultat | Adversar Rezultat | Adversar Rezultat | Adversar Rezultat | Adversar Rezultat | Loc |
| --------------- | ------ | ----------------- | ----------------- | ----------------- | ------------------ | ----------------- | ----------------- | ----------------- | ----------------- | ----------------- | ----------------- | --- |
| Dănuț Pop       | −65 kg | Hernández (CUB) P | N/A               | N/A               | N/A                | N/A               | Harkat (ALG) C    | Cuk (SLO) C       | Maruyama (JPN) P  | Nu a avansat      | Nu a avansat      | =9  |
| Alexandru Ciupe | −78 kg | PAS               | Dabo (MLI) C      | Kamiński (POL) C  | Yoshida (JPN) P    | N/A               | N/A               | N/A               | Saikali (LIB) C   | Damaisin (FRA) P  | Nu a avansat      | =7  |
| Adrian Croitoru | −86 kg | N/A               | Wanag (USA) C     | Tayot (FRA) P     | N/A                | N/A               | N/A               | Korbel (HUN) C    | Franco (CUB) C    | Kistler (AUT) C   | Gill (CAN) P      | =5  |
| Radu Ivan       | −95 kg | Knorrek (GER) C   | Legros (HAI) C    | Stevens (GBR) P   | N/A                | N/A               | N/A               | Pertelson (EST) P | Nu a avansat      | Nu a avansat      | Nu a avansat      | =13 |
| Valentin Bazon  | +95 kg | N/A               | Geon-Su (KOR) P   | N/A               | N/A                | N/A               | Nu a avansat      | Nu a avansat      | Nu a avansat      | Nu a avansat      | Nu a avansat      | =21 |
| Simona Richter  | −72 kg | N/A               | N/A               | Kok (NED) P       | N/A                | N/A               | Meignan (FRA) P   | Nu a avansat      | Nu a avansat      | Nu a avansat      | Nu a avansat      | =13 |

## Lupte
Masculin greco-roman
| Sportiv           | Probă   | Faza grupelor      | Faza grupelor     | Faza grupelor      | Faza grupelor     | Faza grupelor         | Faza grupelor     | Faza grupelor | Runda finală       | Loc |
| Sportiv           | Probă   | Adversar Rezultat  | Adversar Rezultat | Adversar Rezultat  | Adversar Rezultat | Adversar Rezultat     | Adversar Rezultat | Loc           | Adversar Rezultat  | Loc |
| ----------------- | ------- | ------------------ | ----------------- | ------------------ | ----------------- | --------------------- | ----------------- | ------------- | ------------------ | --- |
| Iliuță Dăscălescu | -48 kg  | Deok-Yong (KOR) C  | Aouad (MAR) C     | Fuller (USA) C     | Kucerenko (EUN) P | Sánchez (CUB) P       | PAS               | 3             | Simkhah (IRI) C    | 5   |
| Valentin Rebegea  | -52 kg  | Martínez (CUB) C   | Robert (FRA) C    | Gyeong-Gap (KOR) P | Kamesaki (FIN) C  | Ter-Mkrtchyan (EUN) P | N/A               | 3             | Țenov (BUL) P      | 6   |
| Marian Sandu      | -57 kg  | Galović (IOA) C    | Sierra (ESP) C    | Bekişdamat (TUR) C | Naanaa (MAR) C    | Zetian (CHN) P        | Han-Bong (KOR) P  | 3             | Lara (CUB) P       | 6   |
| Petrică Cărare    | -68 kg  | Yeats (CAN) C      | Yalouz (FRA) P    | Repka (HUN) P      | N/A               | PAS                   | N/A               | 5             | Passarelli (GER) C | 9   |
| Ender Memet       | -74 kg  | Karila (FIN) P     | Zeman (TCH) P     | nu a avansat       | nu a avansat      | nu a avansat          | nu a avansat      | 11            | nu a avansat       |     |
| Anton Arghira     | -82 kg  | Potap (ARG) C      | Hristov (BUL) P   | Niemi (FIN) P      | nu a avansat      | nu a avansat          | N/A               | 8             | nu a avansat       |     |
| Ion Ieremciuc     | -100 kg | Damjanović (CRO) C | Nonomura (JPN) C  | Koslowski (USA) P  | PAS               | Wroński (POL) E       | N/A               | 3             | Steinbach (GER) P  | 6   |
| Ioan Grigoraș     | -130 kg | Ahokas (FIN) C     | Díaz (MEX) C      | Radaković (IOA) C  | Borodow (CAN) C   | Karelin (EUN) P       | N/A               | 2             | Klauz (HUN) C      | 3   |

Masculin stil liber
| Sportiv               | Probă  | Faza grupelor     | Faza grupelor     | Faza grupelor     | Faza grupelor     | Faza grupelor     | Faza grupelor     | Faza grupelor | Runda finală      | Loc |
| Sportiv               | Probă  | Adversar Rezultat | Adversar Rezultat | Adversar Rezultat | Adversar Rezultat | Adversar Rezultat | Adversar Rezultat | Loc           | Adversar Rezultat | Loc |
| --------------------- | ------ | ----------------- | ----------------- | ----------------- | ----------------- | ----------------- | ----------------- | ------------- | ----------------- | --- |
| Romica Rașovan        | -48 kg | Jong-Sin (KOR) P  | Petryshen (CAN) C | Khosbayar (MGL) C | PAS               | Vanni (USA) C     | PAS               | 2             | Orudjev (EUN) P   | 4   |
| Constantin Corduneanu | -52 kg | PAS               | Atanes (ESP) C    | Jones (USA) P     | Sato (JPN) P      | N/A               | N/A               | 5             | PAS               | 9   |
| Nicolae Ghiță         | -82 kg | Leitão (BRA) C    | Lohyňa (TCH) P    | Legrand (FRA) C   | Gstöttner (GER) P | N/A               | N/A               | 4             | Iglesias (ESP) C  | 7   |

## Natație
| Sportiv                                                        | Probă         | Serie   | Serie | Finală B     | Finală B     | Finală A     | Loc |
| Sportiv                                                        | Probă         | Timp    | Loc   | Timp         | Loc          | Timp         | Loc |
| -------------------------------------------------------------- | ------------- | ------- | ----- | ------------ | ------------ | ------------ | --- |
| Robert Pinter                                                  | 200 m liber   | 1:52,24 | 1     | nu a avansat | nu a avansat | nu a avansat | 25  |
| Robert Pinter                                                  | 200 m fluture | 1:59,59 | 3     | N/A          | 1:59,34      | 7            |     |
| Marian Satnoianu                                               | 200 m mixt    | 2:06,45 | 2     | nu a avansat | nu a avansat | nu a avansat | 25  |
| Marian Satnoianu                                               | 400 m mixt    | 4:26,33 | 6     | nu a avansat | nu a avansat | nu a avansat | 17  |
| Luminița Dobrescu                                              | 50 m liber    | 26,76   | =1    | nu a avansat | nu a avansat | nu a avansat | =21 |
| Diana Ureche                                                   | 50 m liber    | 26,96   | 6     | nu a avansat | nu a avansat | nu a avansat | 30  |
| Luminița Dobrescu                                              | 100 m liber   | 56,45   | 4     | 56,17        | 10           | N/A          | =21 |
| Diana Ureche                                                   | 100 m liber   | 58,83   | 6     | nu a avansat | nu a avansat | nu a avansat | 31  |
| Luminița Dobrescu                                              | 200 m liber   | 2:00,51 | 1     | N/A          | 2:00,48      | 5            |     |
| Carla Negrea                                                   | 200 m liber   | 2:03,16 | 5     | 2:02,96      | 7            | N/A          | 15  |
| Beatrice Coadă                                                 | 400 m liber   | 4:16,23 | 4     | 4:14,90      | 4            | N/A          | 12  |
| Carla Negrea                                                   | 400 m liber   | 4:17,00 | 6     | 4:14,92      | 5            | N/A          | 13  |
| Beatrice Coadă                                                 | 800 m liber   | 8:44,17 | 4     | N/A          | nu a avansat | 10           |     |
| Carla Negrea                                                   | 800 m liber   | 8:48,36 | 4     | N/A          | nu a avansat | 11           |     |
| Diana Ureche Carla Negrea Beatrice Coadă Luminița Dobrescu     | 4x100 m liber | 3:55,52 | 6     | N/A          | nu a avansat | 12           |     |
| Claudia Stănescu                                               | 100 m spate   | 1:04,44 | 7     | nu a avansat | nu a avansat | nu a avansat | 20  |
| Claudia Stănescu                                               | 200 m spate   | 2:18,39 | 5     | nu a avansat | nu a avansat | nu a avansat | 29  |
| Beatrice Coadă                                                 | 200 m bras    | 2:34,97 | 6     | nu a avansat | nu a avansat | nu a avansat | 20  |
| Diana Ureche                                                   | 100 m fluture | 1:02,72 | 3     | nu a avansat | nu a avansat | nu a avansat | 23  |
| Iuliana Pantelimon                                             | 100 m fluture | 1:04,07 | 6     | nu a avansat | nu a avansat | nu a avansat | 33  |
| Iuliana Pantelimon                                             | 200 m fluture | 2:15,44 | 4     | 2:14,95      | 6            | N/A          | 14  |
| Corina Dumitru                                                 | 200 m fluture | 2:16,86 | 7     | nu a avansat | nu a avansat | nu a avansat | 21  |
| Noemi Lung                                                     | 200 m mixt    | 2:18,12 | 5     | 2:18,97      | 5            | N/A          | 13  |
| Noemi Lung                                                     | 400 m mixt    | 4:53,91 | 6     | nu a avansat | nu a avansat | nu a avansat | 18  |
| Beatrice Coadă                                                 | 400 m mixt    | 4:48,12 | 4     | 4:50,60      | 7            | N/A          | 15  |
| Claudia Stănescu Beatrice Coadă Diana Ureche Luminița Dobrescu | 4x100 m mixt  | 4:17,91 | 4     | N/A          | nu a avansat | 12           |     |

## Pentatlon modern
| Sportiv         | Probă               | Scrimă | Scrimă | Natație | Natație | Tir    | Tir | Alergare | Alergare | Echitație | Echitație | Total | Loc |
| Sportiv         | Probă               | Puncte | Loc    | Puncte  | Loc     | Puncte | Loc | Puncte   | Loc      | Puncte    | Loc       | Total | Loc |
| --------------- | ------------------- | ------ | ------ | ------- | ------- | ------ | --- | -------- | -------- | --------- | --------- | ----- | --- |
| Marian Gheorghe | individual masculin | 878    | 8      | 1252    | 22      | 955    | =48 | 1108     | 35       | 1100      | 1         | 5293  | 7   |

## Sărituri în apă
| Atlet             | Probă              | Calificare | Calificare | Finală       | Finală       |
| Atlet             | Probă              | Puncte     | Loc        | Puncte       | Loc          |
| ----------------- | ------------------ | ---------- | ---------- | ------------ | ------------ |
| Gabriel Cherecheș | 10 metri platformă | 327,72     | 20         | nu a avansat | nu a avansat |
| Ionica Tudor      | 3 metri trambulină | 258,15     | 20         | nu a avansat | nu a avansat |
| Ioana Voicu       | 10 metri platformă | 288,87     | 12         | 369,87       | 9            |
| Clara Ciocan      | 10 metri platformă | 283,92     | 15         | nu a avansat | nu a avansat |

## Scrimă
15 scrimeri au luat parte la șase probe.

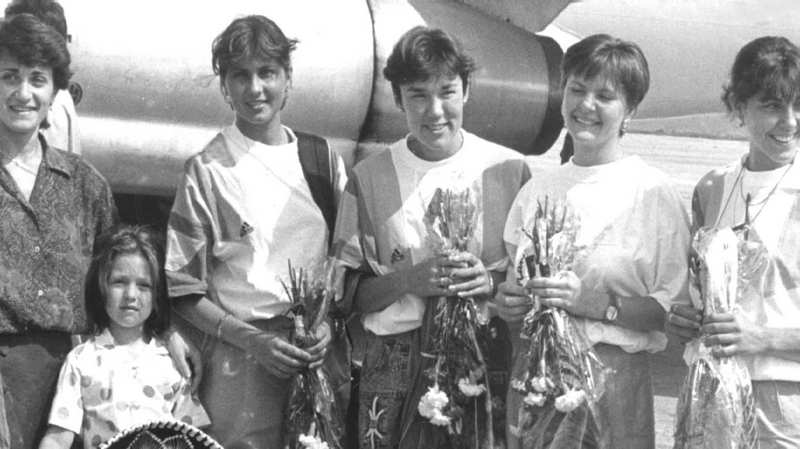
Elisabeta Tufan, Laura Badea, Roxana Dumitrescu, Reka Szabo și Claudia Grigorescu

| Floretă feminin                                                                            |
| ------------------------------------------------------------------------------------------ |
| Reka Szabo: locul 6 Claudia Grigorescu: locul 12 Elisabeta Tufan-Guzganu: locul 21         |
| Floretă feminin pe echipe                                                                  |
| Laura Badea, Roxana Dumitrescu, Claudia Grigorescu · Reka Szabo, Elisabeta Tufan-Guzganu:  |
| Spadă masculin                                                                             |
| Adrian Pop: locul 25 Gabriel Pantelimon: locul 36 Cornel Milan: locul 49                   |
| Spadă masculin pe echipe                                                                   |
| George Epurescu, Nicolae Mihăilescu, Cornel Milan Gabriel Pantelimon, Adrian Pop: locul 11 |
| Sabie masculin                                                                             |
| Daniel Grigore: locul 16 Vilmoș Szabo: locul 26 Alexandru Chiculiță: locul 30              |
| Sabie masculin pe echipe                                                                   |
| Alexandru Chiculiță, Dan Găureanu, Daniel Grigore Alin Lupeică, Vilmoș Szabo: locul 4      |

## Tenis
| Sportiv                         | Probă           | Primul meci                      | Al doilea meci                                      | Al treila meci                          | Sferturi      | Semifinale    | Finală / FM   | Loc |
| Sportiv                         | Probă           | Adversar Scor                    | Adversar Scor                                       | Adversar Scor                           | Adversar Scor | Adversar Scor | Adversar Scor | Loc |
| ------------------------------- | --------------- | -------------------------------- | --------------------------------------------------- | --------------------------------------- | ------------- | ------------- | ------------- | --- |
| Andrei Pavel                    | Simplu masculin | Steeb (GER) P 5-7, 2-6, 2-6      | Nu a avansat                                        | Nu a avansat                            | Nu a avansat  | Nu a avansat  | Nu a avansat  | =33 |
| George Cosac Dinu Pescariu      | Dublu masculin  | PAS                              | Camporese / Nargiso (ITA) C 6-1, 4-6, 4-6, 6-4, 6-2 | Ferreira / Norval (RSA) P 0-6, 3-6, 2-6 | Nu au avansat | Nu au avansat | Nu au avansat | =5  |
| Irina Spîrlea                   | Simplu feminin  | Sánchez Vicario (ESP) P 1-6, 3-6 | Nu a avansat                                        | Nu a avansat                            | Nu a avansat  | Nu a avansat  | Nu a avansat  | =33 |
| Ruxandra Dragomir Irina Spîrlea | Dublu feminin   | N/A                              | Novotná / Strnadová (TCH) P 1-6, 4-6                | Nu au avansat                           | Nu au avansat | Nu au avansat | Nu au avansat | =17 |

## Tenis de masă
| Sportivă                      | Probă          | Runda 1              | Runda 2              | Runda 3               | Runda 4              | Sferturi              | Semifinale        | Finală / FM       | Loc |
| Sportivă                      | Probă          | Adversar Rezultat    | Adversar Rezultat    | Adversar Rezultat     | Adversar Rezultat    | Adversar Rezultat     | Adversar Rezultat | Adversar Rezultat | Loc |
| ----------------------------- | -------------- | -------------------- | -------------------- | --------------------- | -------------------- | --------------------- | ----------------- | ----------------- | --- |
| Emilia Ciosu                  | Simplu feminin | Musoke (UGA) C 2–0   | Chan (HKG) C 2–0     | N/A                   | Hye-Yong (PRK) C 3–0 | Jeong-Hwa (KOR) P 2–3 | Nu a avansat      | Nu a avansat      | =5  |
| Otilia Bădescu                | Simplu feminin | Ramírez (CUB) C 2–0  | Roy-Shah (IND) C 2–0 | Fazlić (IOA) C 2–0    | Bun-Hui (PRK) P 1–3  | Nu a avansat          | Nu a avansat      | Nu a avansat      | =9  |
| Adriana Năstase Emilia Ciosu  | Dublu feminin  | Schall/Struse P 1–2  | Gao/Zihe P 0–2       | Montes/González C 2–0 | N/A                  | Nu a avansat          | Nu a avansat      | Nu a avansat      | =17 |
| Maria Bogoslov Otilia Bădescu | Dublu feminin  | Sato/Matsumoto P 1–2 | Hong/Yaping P 1–2    | Opokua/Amankwah C 2–0 | N/A                  | Nu a avansat          | Nu a avansat      | Nu a avansat      | =17 |

## Tir
La proba de pistol cu aer comprimat românul Sorin Babii și Serghei Pîjianov (Echipa Unificată) s-au aflat la egalitate de puncte. Corneliu Ion a obținut medalia de bronz după susținerea unui baraj.
| Sportiv            | Probă                                     | Puncte | Loc |
| ------------------ | ----------------------------------------- | ------ | --- |
| Iulian Raicea      | pistol viteză 25 m                        | 584    | =13 |
| Sorin Babii        | pistol cu aer comprimat 10 m              | 684,1  | 3   |
| Sorin Babii        | pistol liber 50 m                         | 653    | 5   |
| Olimpiu Marin      | armă liberă calibru redus 50 m, 3 poziții | 1.152  | =26 |
| Olimpiu Marin      | armă liberă calibru redus 50 m, culcat    | 596    | =11 |
| Ioan Toman         | skeet                                     | 222    | 4   |
| Daniela Dumitrescu | pistol cu aer comprimat 10 m              | 478,1  | 7   |
| Daniela Dumitrescu | pistol 25 m                               | 575    | =14 |

## Legături externe
Materiale media legate de România la Jocurile Olimpice de vară din 1992 la Wikimedia Commons
- Echipa olimpică a României Arhivat în 5 noiembrie 2021, la Wayback Machine. la Comitetul Olimpic si Sportiv Român
- en  Romania at the 1992 Summer Olympics la Olympedia.org